# Benno Müller-Brunow
Benno Müller-Brunow (eigentlich Bruno Müller, * 3. November 1853 in Leipzig; † 15. Dezember 1890 ebenda) war ein deutscher Gesangspädagoge und Stimmbildner.

## Leben und Werk
Benno Müller-Brunow betätigte sich zunächst als Schauspieler und studierte dann Gesang bei dem Tenor Ludwig Bär. Er wurde dann in Leipzig ein geschätzter Gesangslehrer.
Benno Müller-Brunow war der Verfasser der Broschüre Tonbildung oder Gesangsunterricht (Leipzig 1890, 61912), die die Register der Singstimme in Frage stellte und die Lehre vom „primären Ton“ aufstellte. Diese Lehre wurde dann durch Schüler von Benno Müller-Brunow wie Laurits Christian Tørsleff und Paul Bruns-Molar propagiert und weiterentwickelt.